# Maria Teresa Scherer
Maria Teresa Scherer SCSC, Maria Theresia Scherer (ur. 31 października 1825 w Meggen w Szwajcarii, zm. 16 czerwca 1888 w Ingenbohl) − szwajcarska zakonnica, współzałożycielka Zgromadzenie Sióstr Miłosierdzia od Krzyża Świętego w Ingenbohl, błogosławiona Kościoła katolickiego.
W wieku 16 lat rozpoczęła pracę w szpitalu w Lucernie jako salowa. W kolejnym roku została tercjarką franciszkańską. 1 marca 1845 roku wstąpiła do nowo założonego Zgromadzenia Sióstr Szkolnych, przyjęła imię Maria Teresa. W 1857 r. razem z Teodozjuszem Florentinim założyła Zgromadzenie Sióstr Miłosierdzia od Krzyża Świętego w Ingenbohl, którego została pierwszą przełożoną generalną. Zmarła w opinii świętości.
Została beatyfikowana przez papieża Jana Pawła II 29 października 1995, a wspomnienie liturgiczne wyznaczono na dzienną rocznicę śmierci.